# 拜上帝會
拜上帝教是清朝道光二十三年（1843年）6月，洪秀全在广东广州府花县莲花塘（今广州市花都区）所開創的宗教，是在基督教影響下融合了部分中国民间信仰和佛教概念而形成的民间宗教，并且衍生出了提倡政教合一的太平天國。
与認可一神論的基督教不同，拜上帝教實際是認可一帝论的多神論宗教，拜上帝教的崇信對象是包括天父耶火華、天兄耶蘇、天妈及天嫂等等在内的眾神，洪秀全不同意主流基督教關於“三位一体”的觀點，他不认为耶蘇本身就是皇上帝爺火华，故不認為其為三一神的其中一個位格，洪秀全聲稱耶蘇是天父的長子，而自己是天父的次子，杨秀清则被洪秀全認定为天父的第三子（一说第四子），被天父任命为“圣神风”並以“劝慰师”相称；基督教认为父神是个“灵”，故認為祂是沒有形体的，而拜上帝教认为皇上帝是有形體的。

## 歷史

### 背景
洪秀全是來自於广东省花縣的客家人，他曾經從傳教士手中接過被用來宣揚耶教教義的小冊子，其中有來自於佛山的耶教徒梁發所寫的《劝世良言》一书。後來洪秀全開始崇信皇上帝爺火华，並且四處傳教，這個宗教被稱為太平基督教。洪秀全努力地試圖招立信徒，终于在道光二十三年（1843年）六月，洪秀全在广东广州府花县莲花塘（今广州市花都区）成功使李敬芳成為了太平基督教的第一个教徒，随后其少年时期的同学冯云山及族弟洪仁玕也加入其中，並且創立了拜上帝教会。

### 創立
洪秀全曾經鑄造了一把所謂的斩妖剑，并且作诗稱：“天父天兄太平時，保汝處處有飯喫。耕田首先在根苗，殺盡韃子閻羅妖。”又曾作詩稱：“手握乾坤杀伐权，斩邪留正解民悬。手持三尺定山河，太平一统乐如何。”當時廣西地瘠民貧，連年災荒，飢民處處，馮云山潛入了位於桂平縣的紫荊山一帶並開始傳教，創立了拜上帝教，其早期领导人也有后来成為太平天国东王的杨秀清。

### 興起
隨着拜上帝教的勢力逐漸壯大，洪秀全開始聲稱自己是天父耶火華的次子及天兄耶蘇的弟弟，逐漸偏離其前身的前身太平基督教的立場，太平基督教只崇信皇上帝，而拜上帝教把其教義中皇上帝的眾多妻子及兒女都列為其崇信對象，有意見認為這件事情顯示這個表面上認可一神論的宗教實際上是多神論宗教。
後來，洪秀全從廣東回到廣西，與馮雲山會合，繼續傳播拜上帝教。

### 起事
公元1850年7月（道光三十年六月），拜上帝教的教眾在廣西桂平縣金田村發動反清起事，後建立太平天國，參與起事的教徒約有一萬人。大多數教徒是客家人，但也有一些人是圍頭人、苗族人或當地不少民族的族人。教徒的職業背景各異，當中有商人、難民、農民、傭兵、秘密社團成員及互保連盟成員。入教者還包括許多土匪，包括由羅大剛所領導的數千個海盜。接受過戰鬥訓練的拜上帝教教徒被認為是新教革命者。
金田起義的爆發標誌着太平天國所發起的運動正式開展，這場運動被一些學者稱為發生於十九世紀的「最大的人禍」。

## 教義

### 關於神偶崇拜的觀點
拜上帝教崇信皇上帝爺火华，並且主張剷除對各個神偶的崇拜等等。拜上帝教認為閻羅妖就是引誘原祖亞坦犯下原罪的蛇魔，閻羅妖一詞源於佛教神話中的神靈閻羅王的名字閻魔羅闍，其形象的原型則是基督教神話中的魔王撒但的形象，由於中華民間宗教認為閻魔王掌握所有凡人的生死命數，因此在拜上帝教看來，被認為統掌十八層地獄的閻魔王就是這些宗教所崇拜的假神最重要的代表，故此拜上帝教出於對它們的反對，猛烈地抨擊了這個觀點，其宣稱只有皇上帝才有掌控世人的生死禍福的權力，並且宣稱這些宗教所崇信的閻魔王事實上是古蛇所變為的魔鬼，又宣稱如果人們崇拜閻羅妖 、祂所變為的東海龍妖或其他邪神，死後便會在十八重地獄被其妖徒鬼卒折磨。

### 關於眾神的觀點
拜上帝教宣稱道教所崇信的混元老祖的名字盤古源於坦盤一詞，後者源於原祖亞坦的名字亞盤，拜上帝教認為天父耶火華有形體，它甚至對其外表作出了詳細的描述，在其描述中，天父的外表與中華傳統宗教神話中的神靈的外表很相似，拜上帝教也認為天父耶火華是天国的大家长，有妻子即天妈和多个配偶，洪秀全批注《启示录》第十二章時，将《启示录》所提及的“妇人”解读为拜上帝教教義中天父的妻子“天妈”，并且聲称自己及耶蘇由天妈所生。他也聲稱其他的“阿妈”生下其他子女，如冯云山。洪秀全在批注《钦定前遗诏圣书·约翰上书》第五章第六節至第八节時，将“水和血”解释为所謂的天父多妻多子多女一事，这些女兒被認為是洪秀全在天上的妹妹。拜上帝教亦認為天兄耶蘇有妻子，即天嫂，洪秀全批注《启示录》：提到“神羔之妻，就是天嫂”並且認為祂有多個子女。
值得注意的是，洪秀全不曾聲稱自己是以超自然的方式被生出的，拜上帝教只是認為洪秀全是繼天兄耶蘇誕生之後被生出的第二個兒子，而馮雲山及楊秀清分別被視為第三個兒子及第四個兒子。韋昌輝、蕭朝貴及石達開分別被視為第五個兒子、第六個兒子及第七個兒子，萧朝贵一说是天父的五子同时是‘帝婿’（皇上帝的女婿），萧朝贵的妻子洪宣娇（一说杨宣娇）仿照洪秀全所作的“丁酉异梦”，编织了一个几乎一模一样的神话故事，她聲称自己在丁酉年间，曾經患上大病，卧床時彷彿快要死去，其灵魂升至天上，她聽到一位老者对其説道：「十年以后，将有一人来自东方，教汝如何拜上帝，汝当真心顺从。」她聲稱這確認了她天父之女的身份，但她没有聲稱自己是天父的第六女。不同的文献所提及的所謂天父之子的排序不一样，有历史学家认为，關於萧朝贵、韦昌辉及石达开所謂的天父之子的身份和排序的説法是后人附会而成的。洪秀全的兒子被視為天兄耶蘇的侄子。
拜上帝教接受了傳統基督教所認可的關於神聖的父子情誼的説法。拜上帝教認為任何人在接受天兄所帶來的救恩之後，都可以被視為天父的子民。然而，洪秀全聲稱天兄耶蘇、他自己及楊秀清是在天地出現之前便已經被天父生出的。洪秀全聲稱只有天父及天兄可以被形容為「聖的」（holy），故此他要求其追隨者不要用這個詞𢑥來形容他。

### 三位分立説
拜上帝教的赞美诗虽出现了“赞美三位为合一真神”這句句子，但事实上拜上帝教所認可的是關於三位三体的理論，其在《钦定前遗诏圣书·约翰上书》第五章批注時聲稱﹕「上帝独一至尊，基督是上帝太子，子由父生，原本一体合一，但父自父，子自子，一而二，二而一也……圣灵东王是上帝爱子，与太兄及朕同一母所生，在未有天地之先者，三位是父子一脉亲。」洪秀全在其作品中否認耶蘇有神性，雖然洪秀全聲稱耶蘇是天父親自生出的兒子，但是其聲稱耶蘇自己不是皇上帝，其聲稱耶蘇只是皇上帝的繼承人，洪秀全甚至聲稱耶蘇沒有獨自施行神跡的能力，其聲稱這些神跡都是由天父所施行的。在拜上帝教所認可的關於三位三体的理论中，耶蘇作为上帝的“太子”，不能與耶火华一起享受至尊之神所能享受到的待遇，只配受“次尊”，也不可以自称“帝”，只可以自称“主”，而圣灵被称为“圣神风”，其认为圣灵是天上的风，杨秀清是“圣神风”及“圣灵”。按其所説，杨秀清是圣灵的化身兼“赎病主”，“劝慰师”负责“代天父传言”，也負責“化恶心，永不准妖魔迷。时时看顾，永不准妖魔害”。

### 一帝説
拜上帝教認為世上只有一位皇上帝，因而否認天父與天兄是同一個人物，故認為包括天兄在內的所有人都不可以被稱為皇上帝，只有天父可以被稱為皇上帝。

### 關於綜攝此舉的觀點
過去不論是天主教傳教士還是新教傳教士，雖常使用神天上帝等詞𢑥來指稱他們所崇信的惟一真神，但大多都並非真的認為中國傳統宗法性宗教所崇信的天皇大帝等於這位惟一真神，更不認可中華人對蒼天的崇拜，但拜上帝教把皇上帝等同於唐虞夏商周時期居住在中原的人民所崇信的皇天上帝及皇皇帝天，其認為在先秦時期，君王及人民都敬拜神天，但自秦朝時期起，由於帝王沉迷於尋找神仙一事，因此人民被引誘去崇拜鬼神，帝王自己則壟斷了對天帝的崇拜，致使人民喪失了對於萬天之尊的信仰，故此拜上帝教認為自身只是在宣揚所謂的目前已經被遺忘的 祖輩對於元始上帝的信仰，正因如此，拜上帝教不認為其核心教義起源於泰西。另外，太平天國常在建築物內放置有着龍的形象的雕像，當被問到為甚麼拜上帝教一方面反對對龍妖的崇拜 另一方面卻允許有着龍神的形象的雕像被放置 時，洪秀全聲稱神龍與妖龍是不同的，而被允許放置的雕像有的是神龍的形象，故沒有問題，這顯示洪秀全等人直到那時仍然受到中華傳統文化的很大影響。
洪秀全、楊秀清、石達開及洪仁玕等人一直對儒家思想懷着不同程度的敬意，太平天國士兵也沒有像對待與道教或佛教有關的建築物那樣到處毀壞與儒教有關的建築物，也不敢破壞與孔子等人有關的牌位，太平天國甚至比大清帝國更加努力維護這些建築物，即使是在對待道教及佛教這一方面上，道教仍能受到某種程度上的包容，佛教則因拜上帝教把閻羅妖的形象視為佛教的象徵一事而為太平天國士兵所痛恨，導致其受到最猛烈的攻擊，洪秀全也因佛教的勢力遠比道教的勢力強大得多一事而更加反對佛教，但即便如此，洪秀全的思想仍有一些與佛教有關的成份，例如洪秀全所提出的關於「一本萬殊」的説法其實源自關於「理一分殊」的理學理論，而後者源自關於「月映萬川」的佛學理論。
在後期，洪秀全因形勢改變一事而開始對儒家採取嚴厲的態度，並且試圖從典籍上刪除與儒家思想有關的內容，但在太平天國統治後期，儒教勢力開始抬頭，原本潛藏在鄉間的道教及佛教開始舉辦公開的活動，拜上帝教無法繼續把它們的勢力抑制在鄉間，由於拜上帝教本身在太平天國國內的勢力並不強大，雖然老兵大多信奉拜上帝教，但是新兵普遍都不相信其教義是正確的，拜上帝教難以被推廣至鄉民及士兵當中，許多國民仍然保留了儒道佛三教的習俗，只是其在城內的勢力的冒起暫時被壓制一事迫使他們表面上進行拜上帝教的儀式，因此到了後期，道佛兩教的勢力已經蔓延至統治階級，將領、將士及平民經常參與這些宗教的活動，釋教的緇流甚至可以公開地舉行儀式，不少官臣也皈依了佛教，干王洪仁玕對這種情況雖感憤怒，但仍無計可施，就連忠王李秀成也對拜上帝教的教義表現得漠不關心，反而喜歡舉行與道教及佛教有關的儀式，而李秀成所提出的關於與洪秀全下令摧毀眾多神像一事有關的劫數的説法其實源自佛教關於刼的觀點，可見其深受佛教教義所影響，此外，拜上帝教教內最痛恨佛教的洪秀全聲稱天囯被分為三十三层，又聲稱地狱有十八重之多，他聲稱皇上帝爺火華居住在天囯的第三十三層而楊秀清的魂神居住在第九層，他也曾聲稱自己曾經在夢中砍殺肆虐於三十三重天的妖魔，但在基督教教內根本没这麼多的等级层次的説法，九重天這個概念源自於中華傳統文化，關於三十三天的説法則源自佛教關於忉利天的觀念，其認為 統掌者帝释天在其中央，四方各有八天城，共三十三天城而得名，并非指天的层数，洪秀全将天分为三十三层，反映出洪秀全对佛教關於“天”的觀念的错误的理解，在佛教的天地觀中忉利天不是處於最高的位置的，總括來説，在反對三教的鬥爭中，勢力根深蒂固的佛教的一些思想仍然通過不同的途徑滲入至拜上帝教的教義中。
與拒絶把中華本土宗教所崇信的玉皇大帝等同於惟一真神的耶教不同，領導拜上帝教的洪秀全沒有把「昊天金闕」視為人們所製造出來的神偶，而是把「昊天金闕玉皇大帝」視為宋徽宗擅自更改皇上帝的稱號一事的產物，故此洪秀全不認為玉皇上帝與皇上帝是兩位不同的人物。

### 關於「約書」的地位的觀點
拜上帝教本以《神天聖書》為其教義的基礎，但後來由於洋教傳教士以《聖經》為依據，猛烈地抨擊拜上帝教的教義，因此東王楊秀清以《舊遺詔書》及《新遺詔書》的內容有錯處一事為由，宣佈太平天國將會將其分別改篇為《欽定舊遺詔聖書》及《欽定前遺詔聖書》，並且宣稱天王洪秀全所下達的命令的地位高於被稱為「約書」的《神天聖書》的地位。

## 典籍
拜上帝教將構成了基督教聖典《聖經》的《舊約》及《新約》分別修改為《舊遺詔聖書》及《新遺詔聖書》作為其聖典。然而，1854年7月7日，杨秀清以天父的名義宣布：“其旧遗、新遗诏书多有记讹。 … 此书不用出先。 … 有讹当改。”随即停止了對聖典的刊印，直到太平天国庚申十年（1860年），才出版经洪秀全修改的、增加洪秀全所作的批注的、原先分別被稱為《旧遗诏圣书》及《新遺詔聖書》的《钦定旧遗诏圣书》及《钦定前遗诏圣书》，在书中，天父耶火華自称皇帝或者自称“朕”，在記載了所謂的天兄下凡一事的文獻中，天兄耶蘇也自称「朕」。
拜上帝教的宗教文獻还有被太平天国认可的、记載了所謂的天父及天兄各自下凡時所作的训示及指令的《天父圣旨》及《天兄圣旨》。其他文獻包括《原道救世歌》、《原道觉世训》、《原道醒世训》及被稱為天父詩的大量詩辭等等。部份文獻号召人们歸信「皇上帝」（指天父耶火華）、击灭「阎罗妖」，（指作為滿族人的大清帝國皇帝），並且为实现“天下一家，共享太平”這個理想一事而奋斗。

## 儀式及習俗

### 入教仪式
拜上帝教設有洗礼，但没有圣餐禮，即使是洗礼，也與基督教所行的不同，其洗礼的仪式是：   在神台上置明灯二盏及清茶三杯并有一忏悔状，上书求洗礼者的姓名，行礼时由各人朗诵，并且在火上焚化，希望能使其达皇上帝神鉴，其问道：“愿不愿拜邪神否？愿不愿行恶事否？愿恪守天条否？”各人悔罪立愿毕，即下跪，主持人从一大盆清水中取水一杯，灌于受洗者头顶。同时口颂：“洗净从前罪恶，除旧生新。”拜上帝教没有牧师和主教，施洗者通常由军政首长或宗教官主持。

### 宗教节日
拜上帝教的主要宗教节日有：1、太兄升天节 - 正月十三，洪秀全采用“第四福音”的记载，在《长谢爷哥福久长诏》中，认定“逾越十四升十三”纪念天兄耶稣于逾越节的前一天蒙难而升天。不对天历和犹太历或公历予以换算，直接把“太兄升天节”定在天历的正月十三日。 2、报爷节 - 二月初二，日期与传统节日“龙抬头”重合，1837年洪秀全在生病時曾經经历所謂的“升天异象”，梦中受皇上帝（“天父”）之命下凡“斩蛇妖”（象征着推翻大清帝國的统治一事）。报爷节被设立一事即是为了答谢皇上帝派洪秀全执行这一神圣任务。3、 登基节 - 二月二十一，纪念洪秀全登基为天王。4、 爷降节 - 三月初三，纪念杨秀清自称“天父下凡”的事件。5、东王升天节 - 七月二十七，纪念东王杨秀清被杀的日子，洪秀全将其设为纪念日。6、哥降节 - 九月初九，被用以纪念西王萧朝贵称之為“天兄下凡”的事件。

### 习俗
拜上帝教的教徒在有灾病或婚丧时需要准备牲醴（酒肉）、茶饭、蔬果等祭品並祈求皇上帝保佑他們，例如在有灾病时需要“疏奏”祷告文，焚烧此文此舉象征着将禱告传达至皇上帝一事，在舉行婚丧仪式時，教徒需献上牲口（如猪、羊），礼毕后众人分食祭品。這些活動类似中国祭祖儀式，只是加入了基督教的一些元素，例如在焚烧手写“悔罪奏章”。太平天国在推行其自创历法（天历）后，天历新年（即天历正月初一）定都天京（南京）后，每逢天历新年，军民須“燃通宵巨烛，放爆竹”，在浙江嘉兴等地，太平军士兵贴出告示要求百姓按天历过年，并且巡查街道以确保店家燃放爆竹。

## 宗教界觀點

### 基督教
有基督教徒認為洪秀全對《聖經》的內容的解釋包含許多主觀成份，他們認為洪秀全因試圖證明自己在宗教信仰方面上所持有的觀點的正確性一事而提出這些説法，以此美化自己在政治方面上所作的決定。

## 學術界觀點
一些學者認為拜上帝教與基督教在教義方面上有很多不同的觀點，他們認為與其視拜上帝教為基督教本地化一事的產物，倒不如視之為與基督教只有表面上的一些相似之處的另一個宗教。

## 影响
太平天国發動起义之后，大清帝國的一些官臣曾經把拜上帝教等同于天主教，例如欽差大臣曾国藩大學士曾在《讨粤匪檄》中聲稱：“粤匪窃外夷之绪，崇天主之教， ..... 痛天主教之横行中原，赫然奋怒以卫吾道者，本部堂礼之幕府。”太平天国灭亡之后，不少儒生及痛恨太平天国的人民，将怨气发泄在天主教身上，导致后来出現的义和团經常攻击信奉天主教的教民和破坏教堂，但事實上拜上帝教並不認可天主教信奉者對聖像的敬禮，太平天國士兵更曾摧毀不少被敬奉在天主堂內的聖像，故此拜上帝教在這方面上的立場被認為更加接近反對敬禮聖像的新教的立場。